# Кльоновниця-Мала
Кльоновниця-Мала (пол. Klonownica Mała) — село в Польщі, у гміні Янів Підляський Більського повіту Люблінського воєводства. Населення — 181 особа (2011).

## Історія
За даними етнографічної експедиції 1869—1870 років під керівництвом Павла Чубинського, у селі переважно проживали греко-католики, які розмовляли українською мовою.
У 1975—1998 роках село належало до Білопідляського воєводства.

## Демографія
Демографічна структура станом на 31 березня 2011 року:
|          | Загалом | Допрацездатний вік | Працездатний вік | Постпрацездатний вік |
| -------- | ------- | ------------------ | ---------------- | -------------------- |
| Чоловіки | 86      | 15                 | 58               | 13                   |
| Жінки    | 95      | 27                 | 42               | 26                   |
| Разом    | 181     | 42                 | 100              | 39                   |